# Mohammed Abdul Basit
Mohammed Abdul Basit (ur. 10 grudnia 1996 w Akrze) – ghański piłkarz występujący na pozycji ofensywnego pomocnika w ghańskim klubie Berekum Chelsea. Szesnastokrotny reprezentant Ghany.